# Ufocalipsis
Ufocalipsis es el segundo disco de estudio del grupo de rock peruano Era, lanzado a fines del 2007 siendo uno de los últimos discos de la disquera TDV Media.
El primer sencillo es "Estelar", cuyo video fue hecho por alumnos de la Universidad San Martín de Porres consiguiendo una rápida colocación en la cadena internacional MTV. El disco fue presentado en sociedad durante un concierto en la discoteca Vocé de Lima.

## Lista de canciones
1. Encuentros
2. Estelar
3. Intento
4. Los que viven
5. Sumergido
6. Fin
7. A quién
8. Caos
9. Mi luna estalla
10. Opium
11. Meggido
12. Sin tu silencio